# Matthew Butler (giocatore di football americano)
Matthew Butler (Fayetteville, 10 giugno 1999) è un giocatore di football americano statunitense che milita nel ruolo di defensive tackle per i Miami Dolphins della National Football League (NFL). Divenne professionista venendo selezionato nel Draft NFL 2022 dai Las Vegas Raiders. Al college ha giocato per l'Università del Tennessee.

## Carriera universitaria
Nato a Fayetteville, in North Carolina, frequentò la Garner Senior High School dove si mise in evidenzia nel football e passò quindi nel 2017 all'Università del Tennessee dove giocò con i Volunteers impegnati nella Southern Conference (SEC) della Divisione I della Football Bowl Subdivision (FBS) della NCAA.
Da subito si mise in evidenza per le sue doti difensive e fu considerato una valida alternativa per subentrare ai titolari più esperti. A fine stagione giocò 8 partite con 4 tackle, ripetendosi nella stagione 2018 con 9 partite e 13 tackle. Nella stagione 2019 giocò 4 partite da titolare su 13 e guidò gli uomini di linea con 45 tackle. Nella stagione 2020, limitata dalle restrizioni per la pandemia di Covid-19, Buttler si confermò come il defensive tackle più concreto, giocando tutte e 10 le gare stagionali da titolare, giocando 499 snap in difesa e portando 43 tackle, quarto nella squadra, due sack e un fumble forzato. Buttler, diventato eleggibile per il draft NFL, vi rinunciò per sfruttare l'opportunità concessa agli atleti di college che avevano disputato la stagione 2020 compromessa dal Covid-19 di allungare di un anno la loro permanenza. Buttler giocò quindi anche la stagione 2021 con i Volunteers risultando uno dei migliori defensive tackle della conference, con 726 snap giocati (il maggior numero in tutta la conference), col maggior numero di tackle tra gli uomini di linea (47) e quarto in tutta la squadra nella squadra. A fine anno fu premiato dalla National Football Foundation con l'Hampshire Honor Society Distinction.
A marzo 2022 Buttler partecipò alla NFL Combine.
| Stagione | Stagione  | Stagione   | Stagione   | Stagione | Stagione | Difesa  | Difesa  | Difesa  | Difesa | Difesa | Difesa |
| Anno     | Squadra   | Campionato | Conference | P        | PT       | T. tot. | T. sol. | T. ass. | Sack   | Pdev   | FF     |
| -------- | --------- | ---------- | ---------- | -------- | -------- | ------- | ------- | ------- | ------ | ------ | ------ |
| 2017     | Tennessee | FBS Div. I | SEC        | 8        | 0        | 4       | 2       | 2       | 0,0    | 0      | 0      |
| 2018     | Tennessee | FBS Div. I | SEC        | 9        | 0        | 13      | 2       | 11      | 0,0    | 0      | 0      |
| 2019     | Tennessee | FBS Div. I | SEC        | 13       | 4        | 45      | 23      | 22      | 2,5    | 2      | 0      |
| 2020     | Tennessee | FBS Div. I | SEC        | 10       | 10       | 43      | 22      | 21      | 2,0    | 1      | 1      |
| 2021     | Tennessee | FBS Div. I | SEC        | 13       | 12       | 47      | 19      | 28      | 5,0    | 0      | 1      |
| Totale   | Totale    | Totale     | Totale     | 53       | 26       | 152     | 68      | 84      | 9,5    | 3      | 2      |

Fonte: UTSports
In grassetto i record personali in carriera

## Carriera professionistica

### Las Vegas Raiders
Butler fu scelto nel corso del quinto giro (175º assoluto) del Draft NFL 2022 dai Las Vegas Raiders.
Butler firmò il suo contratto da rookie con i Raiders il 12 maggio 2022, un contratto quadriennale da 3,9 milioni di dollari con un bonus alla firma di 268.000 dollari e un'opzione di prolungamento per un quinto anno. Butler scelse di giocare col numero 73.
Il 30 agosto 2022 Butler fu inserito nel roster attivo iniziale della squadra e cambiò il suo numero di maglia prendendo il 94, diventato nel frattempo disponibile. Butler fece il suo esordio da professionista il 25 settembre 2022 nella partita della settimana 3 contro i Tennessee Titans persa dai Raiders 24-22. Nella gara della settimana 13, la vittoria 27-20 sui Los Angeles Chargers, Butler mise a segno il suo primo sack condiviso, insieme al compagno Clelin Ferrell, ai danni del quarterback Justin Herbert. La sua stagione da rookie si concluse con 5 tackle e 0,5 sack in 6 presenze, nessuna delle quali come titolare.
Nella stagione successiva, al termine della fase di preparazione, Butler non rientrò nel roster attivo dei Raiders e il 29 agosto 2023 fu svincolato per poi essere aggiunto alla squadra di allenamento il giorno dopo. Fece il suo debutto in stagione nella penultima gara stagionale, la sconfitta 20-23 contro gli Indianapolis Colts. Terminò la stagione con due presenze.
Prima dell'avvio della stagione 2024 non rientrò nel roster attivo iniziale dei Raiders e il 27 agosto 2024 fu svincolato, per poi essere aggregato alla squadra di allenamento il giorno successivo. Il 10 ottobre 2024 fu promosso nel roster attivo, giocando quindi nel sesto turno la sua prima partita da titolare in carriera, la sconfitta 32-13 contro i Pittsburgh Steelers. Chiuse l'anno con sette presenze, di cui una come titolare, mettendo a tabellino nove tackle, di cui quattro in solitaria.
Il 26 marzo 2025 Butler rifirmò con i Raiders. Il 12 maggio 2025 fu svincolato.

### Miami Dolphins
Il 13 maggio 2025 Butler firmò con i Miami Dolphins.

## Statistiche

### Stagione regolare
| Stagione | Stagione | Stagione | Stagione | Difesa  | Difesa  | Difesa  | Difesa | Difesa  |
| Anno     | Squadra  | P        | PT       | T. tot. | T. sol. | T. ass. | Sack   | Fmb. F. |
| -------- | -------- | -------- | -------- | ------- | ------- | ------- | ------ | ------- |
| 2022     | LV       | 6        | 0        | 5       | 1       | 4       | 0,5    | 0       |
| 2023     | LV       | 2        | 0        | 1       | 0       | 1       | 0,0    | 0       |
| 2024     | LV       | 7        | 1        | 9       | 4       | 5       | 0,0    | 0       |
| Totale   | Totale   | 15       | 1        | 15      | 5       | 10      | 0,5    | 0       |

Fonte: Football Database
Statistiche aggiornate alla stagione 2024